# Lancia Dilambda
La Dilambda è un'automobile prodotta dalla casa torinese Lancia dal 1928 al 1935.

## Il contesto

La Dilambda in versione "torpedo"

Il progetto Dilambda prese l'avvio nel 1926 quando Vincenzo Lancia, che di certo non era tipo da vivere sugli allori, decise di riproporre al pubblico una erede della Trikappa da equipaggiare sempre con un grosso motore ad 8 cilindri.
Inizialmente, il modello previsto (con denominazione d'officina 220), di chiara ispirazione Lambda, avrebbe dovuto contenere la cilindrata attorno ai 3 litri-3 litri e mezzo.
In quel periodo, destino volle che alla Lancia facesse visita un americano, tale Flocker, che non impiegò molto a convincere Vincenzo circa gli ampi orizzonti che si potevano aprire per la Casa torinese entrando nell'enorme mercato automobilistico statunitense.
Senza neppure avvertire i suoi più stretti collaboratori, Vincenzo fece subito abbandonare il progetto in corso per dirottare gli studi verso una vettura più grande.

## Le basi progettuali

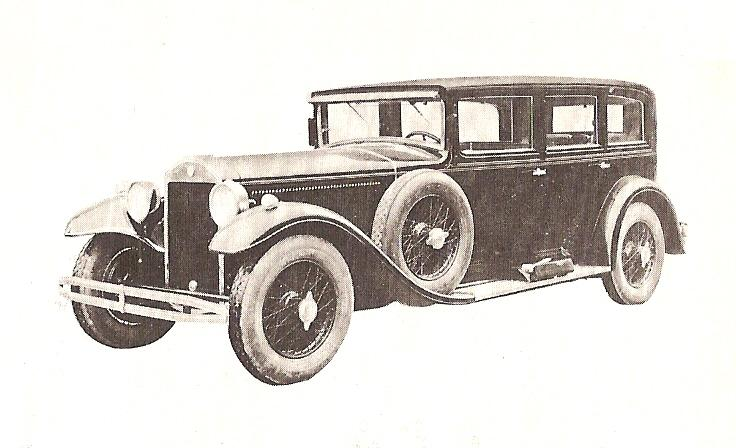
La Dilambda in versione "berlina" 4 porte-6 luci

Convinto (a ragion veduta) che la struttura portante non si addica ad un modello grosso e pesante, monsù Lancia affida all'ufficio tecnico il compito di progettare un telaio che sia il più robusto e rigido possibile, al quale applicare comunque la sospensione anteriore a ruote indipendenti secondo lo schema della sorella minore Lambda.
Il primo telaio costruito, costituito da longheroni scatolati e brevettato nel giugno del 1927, viene successivamente modificato e nel gennaio 1928 un ulteriore brevetto descrive quello che alla fine corrisponderà al telaio della Dilambda:  telaio a longheroni scatolati, con crociera ad “X” (anch'essa in lamiera scatolata e con fori atti al passaggio dell'albero di trasmissione) e con serbatoio posteriore del carburante avente funzione di traversa di irrigidimento.

## I prototipi
A Torino intanto si lavora attorno ad una decina di lussuosi esemplari “pre-serie”, destinati ad essere spediti a New York per essere esposti alla Commodore Hall. Le caratteristiche tecniche salienti della Dilambda erano: il motore è un 8 cilindri a V di 24° la cui cilindrata risulta un po' ridotta nei confronti di quella della progenitrice Trikappa: 4 litri (contro 4,6). Proseguendo il confronto, si nota come la potenza massima risulti praticamente invariata (circa 100 HP che ora vengono erogati ad un regime di 3800/4000 giri). Stando a quanto scrivono riviste specializzate dell'epoca, le doti maggiori della Dilambda sono la elasticità di marcia (si dice che la vettura possa addirittura partire da ferma in quarta marcia) e, a dispetto delle dimensioni, la maneggevolezza. Quanto alla velocità massima, essa è compresa tra i 120 ed i 130 chilometri orari e varia a seconda della versione (rapporto al ponte, misura del passo e quindi peso, sono i fattori che la influenzano).

## Le caratteristiche

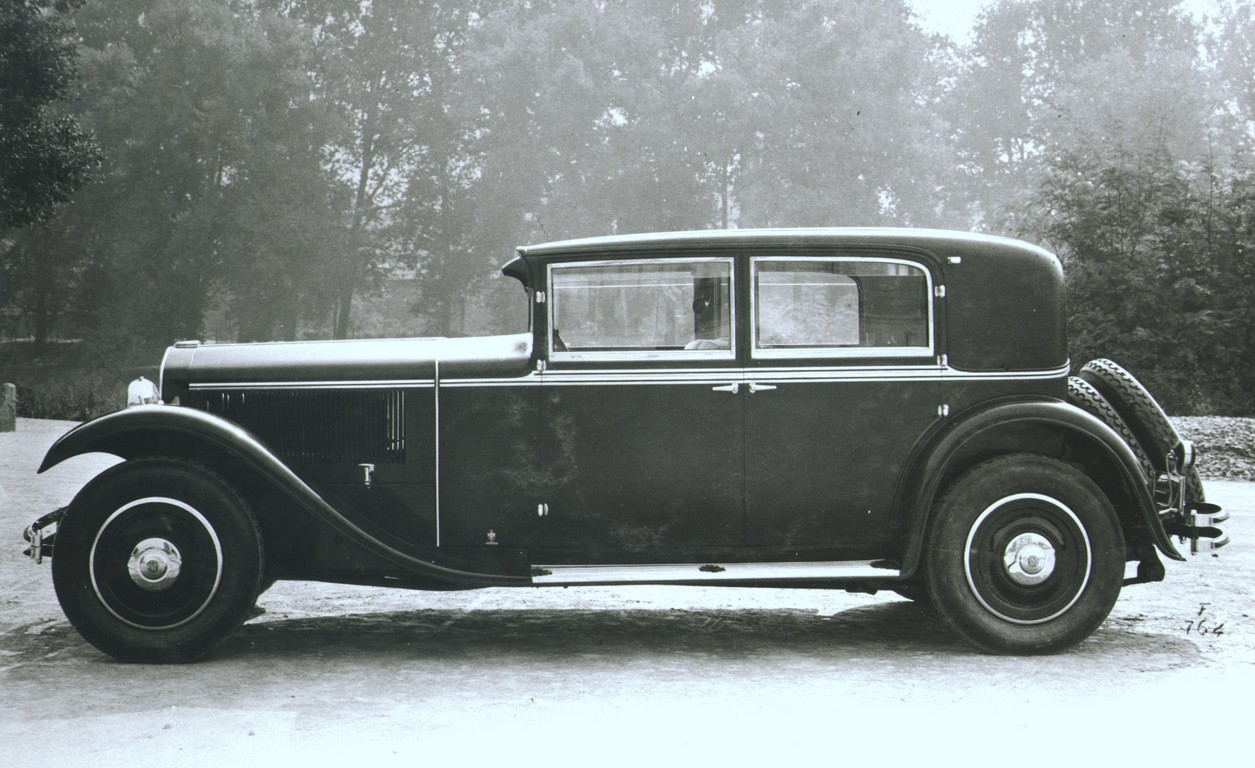
Lancia Dilambda 2ª Serie del 1931

Tra le molte particolarità della Dilambda vanno citate la applicazione di particolari cuscinetti (detti “silentbloc”) alle articolazioni, una particolare pompa di lubrificazione del motore, il termostato per la regolazione della temperatura dell'acqua di raffreddamento, la lubrificazione “centralizzata” del telaio. Di serie, la Dilambda viene prodotta in versione berlina e torpedo, ma è in un certo senso l'autotelaio a recitare la parte del leone: non si contano, infatti, le realizzazioni dei maggiori carrozzieri (italiani e stranieri) su base meccanica della Dilambda. Una interessante curiosità: è Pininfarina – che ancora non ha aperto la sua carrozzeria – a suggerire a Vincenzo Lancia l'adozione, in sintonia con lo stemma posto sul radiatore,  dei singolari ed originali fari a forma di scudo.
Il modello iniziale - costruito con telaio da cm 347,5 – viene definito “tipo 227” e viene prodotto, in due serie, dal 1929 al 1931, in 986 pezzi (879 della prima serie e 107 della seconda serie) mentre del “tipo 229” a passo corto, che viene ad affiancarsi alla “227”  nel '31, se ne costruiscono 418 (225 prima serie e 193 seconda serie). Poi, nel 1933 viene lanciata l'ultima Dilambda, definita come “tipo 232”, che torna al passo lungo e che viene prodotta sino al 1935 in 281 unità.

## La produzione
I numeri di produzione di cui sopra, ancorché probabilmente sostanzialmente corretti nel loro insieme (anche se pare non includano i 12 esemplari di “pre-serie”) vanno però considerati con cautela allorché ci si riferisce ai dati delle singole versioni (ad esempio, pare che alcune vetture della prima serie siano successivamente state modificate in seconda serie e così via).
Tra il 1929 ed il 1935 le Dilambda costruite risultano dunque quasi 1.700: il numero può sembrare modesto, ma occorre considerare che l'uscita della vettura va a coincidere con il difficile periodo economico seguito al crollo di Wall Street e che il suo prezzo di vendita è quasi proibitivo: nel 1931, un telaio Dilambda costa 58.000 lire, mentre, per fare un raffronto, il telaio Artena costa meno della metà (24.500 lire) ed una Fiat 514 spyder, completa, si può comperare a 14.900 lire.
L'auto fu in servizio con la Regia Aeronautica.

## Le diverse serie

### Prima serie
Periodo di produzione: dal 1929 ai primi mesi del 1931
Prototipi e pre-serie a parte, l'autotelaio Dilambda veniva ufficialmente presentato al Salone di Parigi dell'autunno 1929.
Nel 1930 la produzione proseguiva tranquillamente e con successo (847 esemplari), poi, nel '31, alla normale Dilambda del tipo 227 si affiancava la tipo 229, cioè la versione a passo corto (cm 329 anziché 347,5)
In quello stesso 1931, entrambi i modelli (il normale 227 e il “passo corto” 229) ricevevano alcune modifiche che li facevano definire come “seconda serie”.
| Modelli                     | tipo 227, passo lungo (cm 347,5) tipo 229, passo corto (cm 329),a partire dal 1931 |
| Numerazioni progressive     | da 13 a 891 per il tipo 227, da 1201 a 1425 per il tipo 229 |
| Numerazioni dei telai       | tra 27-13 e 27-1075, per il tipo 227 (inclusa seconda serie), tra 29-103 e 29-1204 per il tipo 229 (inclusa seconda serie) |
| Unità prodotte              | 1104 (879 “227” e 225 “229”) |
| Motore                      | tipo 81; anteriore, longitudinale, monoblocco; testa (riportata) in ghisa; albero a gomiti su 5 supporti; bielle in acciaio speciale con cuscinetti antifrizione riportati; pistoni in lega d'alluminio; cilindri in ghisa speciale fusi in blocco col basamento  |
| Numero e posizione cilindri | 8 cilindri a V di 24° |
| Cilindrata                  | cmc 3958,16 (alesaggio mm 79,37 – corsa mm 100) |
| Distribuzione               | valvole in testa, verticali (diametro mm 38) comandate da bilanciere e rullo; albero a camme in testa centrale comandato da catena con doppio rinvio e due tenditori automatici                                                                                   |
| Rapporto di compressione    | 5,25:1 |
| Potenza max                 | 100 HP a 3800-4000 giri/minuto |
| Lubrificazione              | forzata, con pompa ad ingranaggi e filtro “autopulente” (pompa olio supplementare per il reintegro dell'olio consumato); coppa dell'olio in alluminio; capacità del circuito litri 12                                                                             |
| Raffreddamento              | ad acqua, a circolazione forzata con pompa (montata sul coperchio dello spinterogeno ed azionato da catena) e termostato per regolazione temperatura; capacità circuito litri 24                                                                                  |
| Accensione                  | a spinterogeno Bosch (anticipo 18°, anticipo automatico 20°); ordine d'accensione:1-8-3-6-7-2-5-4; candele Bosch tipo M 145/1 |
| Alimentazione               | carburatore verticale Zenith 105 a doppio corpo e con pompa d'accelerazione |
| Impianto elettrico          | a 12 Volt - 130 Watt – due batterie da 6 volts cad. e 75 Ah, collegate in serie |
| Trasmissione                | trazione sulle ruote posteriori |
| Frizione                    | monodisco a secco |
| Cambio                      | cambio in blocco col motore, a 4 rapporti + retromarcia; rapporti: I=2,80;II=2,20;III=1,488;IV=1:1;RM=3,70:1 |
| Rapporto al ponte           | rapporto finale di riduzione, con coppia ipoide: 11/52 (4,727:1) |
| Scocca                      | telaio in acciaio scatolato, longheroni e traverse a crociera (a X) |
| Sospensioni ant.            | a ruote indipendenti del tipo a cannocchiale (sistema Lancia) con ammortizzatori idraulici Lancia |
| Sospensioni post.           | ad assale rigido, con balestre longitudinali semiellittiche (estremità anteriori balestre montate su “Silentbloc” , estremità posteriori montate su biscottini) ed ammortizzatori meccanici a disco di frizione e attrito André Hartford                          |
| Impianto frenante           | freno meccanico a pedale agente sulle 4 ruote, con ganasce ad espansione e tamburi in alluminio; sistema brevettato di sicurezza che assicura la corretta ripartizione sulle 4 ruote dell'azione frenante; freno a mano agente sui tamburi delle ruote posteriori |
| Sterzo                      | a vite senza fine e ruota elicoidale; guida a destra (qualche autotelaio con guida a sinistra); diametro di sterzata nt 12,50 (mod 227 a passo lungo) e mt 12,00 (mod. 229 a passo corto)                                                                         |
| Ruote                       | a raggi Rudge Whitworth |
| Pneumatici                  | misure 16 x 50; pressioni gonfiaggio Kg/cm2 2,75 anteriormente, 3,00 posteriormente |
| Passo                       | cm 347,5 (mod. 227 a passo lungo) e cm 329 (mod. 229 a passo corto) |
| Altezza minima da terra     | cm 19,7 |
| Carreggiate anter-poster    | cm 146,2-148,0 (mod. 227 a passo lungo) e cm 142,4-144,2 (mod. 229 a passo corto) |
| Lunghezza x larghezza       | autotelaio mod.227 (passo lungo) cm 495 x cm 175,0 |
| Peso a vuoto                | autotelaio (approssimativamente) : Kg 1.250 (mod. 227 a passo lungo) e Kg 1.200 (mod. 229 a passo corto) |
| Velocità massima            | variabile tra 120 e 130 km/h a seconda del peso e dell'allestimento della carrozzeria); le velocità massime raggiungibili nelle varie marce, per il modello 227 con velocità massima di 120 km/h, sono: I=43 km/h, II=55 km/h, III=80 km/h                        |
| Pendenza massima superabile | in prima marcia, tra il 22% ed il 24% |
| Consumo                     | medio, compreso tra 18 e 19 litri ogni 100 km |
| Tassa di circolazione       | potenza fiscale in Italia CV 40; bollo di circolazione (nel 1936) Lire 1.200 annue |

### Seconda serie
Periodo di produzione: dal 1931 alla fine del 1932
La seconda serie Dilambda  (sempre in due modelli, il 227 a passo lungo ed il 229 a passo corto)  inizia nel corso del 1931 e prosegue in pratica quasi due anni, sino alla fine del 1932.
Le modifiche che danno origine alla seconda serie (che si distingue esteriormente dalla “prima serie” per la calandra anteriore, che qui è simile a quella delle ultime Lambda, con persiane verticali) possono così sintetizzarsi: migliorie all'impianto frenante (adozione servofreno Albert Dewandre e tamburi freni più piccoli ma più larghi), variazioni al cambio (ora con la presa diretta per la III e la IV marcia) ed al differenziale, modifiche alla strumentazione, nuovi rapporti del cambio e del rinvio, adozione di gomme 16 x 45.
| Modelli                     | tipo 227, passo lungo (cm 347,5) tipo 229, passo corto (cm 329) |
| Numerazioni progressive     | da 892 a 997 e la 1001 per il tipo 227, da 1426 a 1618 per il tipo 229 |
| Numerazioni dei telai       | tra 27-13 e 27-1075, per il tipo 227 (inclusa prima serie), tra 29-103 e 29-1204 per il tipo 229 (inclusa prima serie) |
| Unità prodotte              | 300 (107 “227” e 193 “229”) |
| Motore                      | tipo 81A; anteriore, longitudinale, monoblocco; testa (riportata) in ghisa; albero a gomiti su 5 supporti; bielle in acciaio speciale con cuscinetti antifrizione riportati; pistoni in lega d'alluminio; cilindri in ghisa speciale fusi in blocco col basamento |
| Numero e posizione cilindri | 8 cilindri a V di 24° |
| Cilindrata                  | cmc 3958,16 (alesaggio mm 79,37 – corsa mm 100) |
| Distribuzione               | valvole in testa, verticali (diametro mm 38) comandate da bilanciere e rullo; albero a camme in testa centrale comandato da catena con doppio rinvio e due tenditori automatici |
| Rapporto di compressione    | 5,25:1 |
| Potenza max                 | 110 HP a 3800-4000 giri/minuto |
| Lubrificazione              | forzata, con pompa ad ingranaggi e filtro “autopulente” (pompa olio supplementare per il reintegro dell'olio consumato); coppa dell'olio in alluminio; capacità del circuito litri 12 |
| Raffreddamento              | ad acqua, a circolazione forzata con pompa (montata sul coperchio dello spinterogeno ed azionato da catena) e termostato per regolazione temperatura; capacità circuito litri 26 |
| Accensione                  | a spinterogeno Bosch (anticipo 18°, anticipo automatico 20°); ordine d'accensione:1-8-3-6-7-2-5-4; candele Bosch tipo M 145/1 |
| Alimentazione               | carburatore verticale Zenith 105 a doppio corpo e con pompa d'accelerazione |
| Impianto elettrico          | a 12 Volt - 130 Watt – due batterie da 6 volts cad. e 75 Ah, collegate in serie |
| Trasmissione                | trazione sulle ruote posteriori |
| Frizione                    | monodisco a secco |
| Cambio                      | cambio in blocco col motore, a 4 rapporti + retromarcia; rapporti: I=2,14;II=1,93;III=1,37;IV=1:1;RM=3,70:1 |
| Rapporto al ponte           | rapporti finale di riduzione, con coppia ipoide: 11/52 (4,727:1) oppure 12/51 (4,250:a) oppure 13/53 (4,077:1) |
| Scocca                      | telaio in acciaio scatolato, longheroni e traverse a crociera (a X) |
| Sospensioni ant.            | a ruote indipendenti del tipo a cannocchiale (sistema Lancia) con ammortizzatori idraulici Lancia |
| Sospensioni post.           | ad assale rigido, con balestre longitudinali semiellittiche (estremità anteriori balestre montate su “Silentbloc” , estremità posteriori montate su biscottini) ed ammortizzatori meccanici a disco di frizione e attrito André Hartford |
| Impianto frenante           | freno meccanico a pedale agente sulle 4 ruote, con ganasce ad espansione e tamburi in alluminio; sistema brevettato di sicurezza che assicura la corretta ripartizione sulle 4 ruote dell'azione frenante; dal 1931 con ausilio di servofreno a depressione Corbetta/Milano su licenza brevetto di Albert Dewandre (produzione Robert Bosch); freno a mano agente sui tamburi delle ruote posteriori; |
| Sterzo                      | a vite senza fine e ruota elicoidale; guida a destra (qualche autotelaio con guida a sinistra); diametro di sterzata mt 12,50 (mod 227 a passo lungo) e mt 12,00 (mod. 229 a passo corto) |
| Ruote                       | a raggi Rudge Whitworth |
| Pneumatici                  | misure 16 x 45; pressioni gonfiaggio Kg/cm2 2,75 anteriormente, 3,00 posteriormente |
| Passo                       | cm 347,5 (mod. 227 a passo lungo) e cm 329 (mod. 229 a passo corto) |
| Altezza minima da terra     | cm 19,7 (modello 227) e cm 19,5 (modello 229) |
| Carreggiate anter-poster    | cm 146,2-148,0 (mod. 227 a passo lungo) e cm 142,4-144,2 (mod. 229 a passo corto) |
| Lunghezza x larghezza       | autotelaio: cm 486,6 x cm 174,7 (mod. 227 a passo lungo) e cm 454,0 x 171,0 (mod. 229 a passo corto) |
| Peso a vuoto                | autotelaio (approssimativamente) : Kg 1.300 (mod. 227 a passo lungo) e Kg 1.250 (mod. 229 a passo corto); le vetture carrozzate pesano attorno ai 2.000-2.100 kg |
| Velocità massima            | variabile tra 120 e 140 km/h a seconda del rapporto finale di riduzione, del peso e dell'allestimento della carrozzeria) |
| Pendenza massima superabile | in prima marcia, tra il 22% ed il 24% |
| Consumo                     | medio, compreso tra 18 e 19 litri ogni 100 km |
| Tassa di circolazione       | potenza fiscale in Italia CV 40; bollo di circolazione (nel 1936) Lire 1.200 annue |
| Prezzo in Italia            | nel 1931 Lire 58.000 l'autotelaio a passo corto, Lire 60.000 l'autotelaio a passo lungo e Lire 88.500 la vettura carrozzata “Limousine” |

### Serie 232
Periodo di produzione: dal 1933 al 1935
Quella che può considerarsi come l'ultima serie Dilambda  (definita peraltro come modello 232) ha una vita di circa tre anni (1933/35): si tratta in buona sostanza di un autotelaio - la cui misura del passo corrisponde a quella del precedente modello 227 (quindi di cm 347,5) – modificato per poter più agevolmente montare le carrozzerie fuori serie più basse e semi-aerodinamiche tipiche del periodo.
Rispetto alla seconda serie, variano dunque soltanto i dati dell'autotelaio (che risulta anche un po' più pesante)
| Modelli                     | tipo 232, a passo lungo (cm 347,5) |
| Numerazione progressiva     | da 1 a 283 |
| Numerazione del telaio      | da 32-1001 a 32-1283 |
| Unità prodotte              | 281 |
| Numero e posizione cilindri | 8 cilindri a V di 24° |
| Cilindrata                  | cmc 3958,16 (alesaggio mm 79,37 – corsa mm 100) |
| Distribuzione               | valvole in testa, verticali (diametro mm 38) comandate da bilanciere e rullo; albero a camme in testa centrale comandato da catena con doppio rinvio e due tenditori automatici |
| Rapporto di compressione    | 5,25:1 |
| Potenza max                 | 100 HP a 3800-4000 giri/minuto |
| Lubrificazione              | forzata, con pompa ad ingranaggi e filtro “autopulente” (pompa olio supplementare per il reintegro dell'olio consumato); coppa dell'olio in alluminio; capacità del circuito litri 12 |
| Raffreddamento              | ad acqua, a circolazione forzata con pompa (montata sul coperchio dello spinterogeno ed azionato da catena) e termostato per regolazione temperatura; capacità circuito litri 26 |
| Accensione                  | a spinterogeno Bosch (anticipo 18°, anticipo automatico 20°); ordine d'accensione:1-8-3-6-7-2-5-4; candele Bosch tipo M 145/1 |
| Alimentazione               | carburatore verticale Zenith 105 a doppio corpo e con pompa d'accelerazione |
| Impianto elettrico          | a 12 Volt - 130 Watt – due batterie da 6 volts cad. e 75 Ah, collegate in serie |
| Trasmissione                | trazione sulle ruote posteriori |
| Frizione                    | monodisco a secco |
| Cambio                      | cambio in blocco col motore, a 4 rapporti + retromarcia; rapporti: I=2,80;II=2,20;III=1,488;IV=1:1;RM=3,70:1 |
| Rapporto al ponte           | rapporti finale di riduzione, con coppia ipoide: 12/55 (4,583:1) |
| Scocca                      | telaio in acciaio scatolato, longheroni e traverse a crociera (a X) |
| Sospensioni ant.            | a ruote indipendenti del tipo a cannocchiale (sistema Lancia) con ammortizzatori idraulici Lancia |
| Sospensioni post.           | ad assale rigido, con balestre longitudinali semiellittiche (estremità anteriori balestre montate su “Silentbloc” , estremità posteriori montate su biscottini) ed ammortizzatori meccanici a disco di frizione e attrito André Hartford |
| Impianto frenante           | freno meccanico a pedale agente sulle 4 ruote, con ganasce ad espansione e tamburi in alluminio; sistema brevettato di sicurezza che assicura la corretta ripartizione sulle 4 ruote dell'azione frenante con ausilio di servofreno a depressione Corbetta/Milano su licenza brevetto di Albert Dewandre (produzione Robert Bosch); freno a mano agente sui tamburi delle ruote posteriori;- |
| Sterzo                      | a vite senza fine e ruota elicoidale; guida a destra (qualche autotelaio con guida a sinistra); diametro di sterzata nt 12,50 (mod 227 a passo lungo) e mt 12,00 (mod. 229 a passo corto) |
| Ruote                       | a raggi Rudge Whitworth |
| Pneumatici                  | misure 16 x 50; pressioni gonfiaggio Kg/cm2 2,75 anteriormente, 3,00 posteriormente |
| Passo                       | cm 347,5 |
| Altezza minima da terra     | cm 19,5 |
| Carreggiate anter-poster    | cm 142,4-144,2 |
| Lunghezza x larghezza       | autotelaio cm 505,2 x cm 171,0 |
| Peso a vuoto                | l'autotelaio pesa Kg 1.350 circa mentre le vetture carrozzate pesano attorno ai 2.150 kg |
| Velocità massima            | circa 120 km/h |
| Pendenza massima superabile | in prima marcia, tra il 23% ed il 24% |
| Consumo                     | medio, compreso tra 18 e 19 litri ogni 100 km |
| Tassa di circolazione       | potenza fiscale in Italia CV 40; bollo di circolazione (nel 1936) Lire 1.200 annue |

## Dati produttivi
| Per anno |           |
| Anno     | Esemplari |
| 1928     | 6         |
| 1929     | 22        |
| 1930     | 847       |
| 1931     | 383       |
| 1932     | 136       |
| 1933     | 107       |
| 1934     | 95        |
| 1935     | 89        |
| Vari     | 11        |
| Totale   | 1.696     |

| Per modello                  |           |
| Modello                      | Esemplari |
| 227, prima serie (1928/31)   | 879       |
| 229, prima serie (1931)      | 225       |
| 227, seconda serie (1931)    | 109       |
| 229, seconda serie (1931/33) | 200       |
| 232 (1933/35)                | 283       |
| Totale                       | 1.696     |